# Jan Järlefelt
Jan Järlefelt, född 5 maj 1958, är en svensk före detta ishockeytränare och professionell ishockeyspelare (forward).
Han har spelat 12 säsonger i rad i Division 1, mellan åren 1977 och 1989.